# Zygophronia pusilla
Zygophronia pusilla är en tvåvingeart som beskrevs av Edwards 1928. Zygophronia pusilla ingår i släktet Zygophronia och familjen svampmyggor. Inga underarter finns listade i Catalogue of Life.